# Dionisije Pantelić
Dionisije Pantelić (rođen kao Dragić Pantelić; Riđevštica pokraj Trstenika, 16. listopada 1932. – Manastir Lipovac, 3. lipnja 2023.), bio je iguman Manastira Lipovac (od 1974. do 2005. godine), poznati arhimandrit Srpske pravoslavne crkve i teolog.

## Životopis
Arhimadrit Dionisije (Pantelić) rođen je 16. listopada 1932. godine u Riđevštici kod Trstenika, a u manastir odlazi sa svojih nepunih 14 godina 1944. godine. Bio je iskušenik u manastiru Sveti Dimitrije u Divljanu kod Bele Palanke, zamonašen 16. listopada 1949. godine u istom manastiru. Rukopoložen u jerođakona na Malu gospu 1950., a 5. rujna 1950. godine u Nišu rukopoložen u čin jeromonaha.
Premješten je zatim 1951. godine u Manastir Naupare kod Kruševaca za opslužitelja lomničke parohije i sveštenoslužitelja u Nauparu, gde je proveo jedno kraće vrijeme. U Manastiru Divljanu je ostao do odsluženja vojnog roka, 1954. godine i još jedno kraće vrijeme nakon toga. Kasnije premješten u Manastir Visočku Ržanu kod Pirota gdje je ostao od 1958. do 1974. godine.
U Manastir Lipovac kod Aleksinca otac Dionisije došao je po blagoslovu episkopa niškog G. Jovana Ilića 1974. godine po vlastitoj želji, kako bi bio blizu svog zavičaja.
Starješina Manastira Lipovca bio je u razdoblju od 1974. do 2005. godine kada ga je naslijedila igumanija Melanija.

## Vanjske poveznice
- otac Dionisije (srp.)